# Hiệp hội phê bình phim Los Angeles
Hiệp hội phê bình phim Los Angeles (LAFCA) (tên gốc tiếng Anh: Los Angeles Film Critics Association) là hiệp hội của các nhà chuyên giới thiệu và phê bình phim ở Los Angeles, Hoa Kỳ.
Hiệp hội này được thành lập năm 1975, với mục đích giới thiệu và phê bình phim mới được sản xuất. Hội lập ra một giải thưởng hàng năm vào tháng Giêng, để thưởng cho các thành viên trong ngành điện ảnh có đóng góp xuất sắc trong lãnh vực của mình.
Vì giải của Hội được phát sớm nhất - ngay sau khi chấm dứt năm cũ - nên giải này cùng với Giải Quả cầu vàng thường được coi là điềm báo trước cho các phim sẽ đoạt Giải Oscar, giải lớn nhất và có uy tín nhất của điện ảnh Hoa Kỳ, sẽ được trao trong tháng Hai.

## Các thể loại giải
- Nam diễn viên chính xuất sắc nhất
- Nữ diễn viên chính xuất sắc nhất
- Phim hoạt hình hay nhất
- Đạo diễn xuất sắc nhất
- Phim tài liệu hay nhất
- Phim hay nhất
- Phim ngoại ngữ hay nhất
- Nam diễn viên phụ xuất sắc nhất
- Nữ diễn viên phụ xuất sắc nhất
- Quay phim tốt nhất
- Kịch bản hay nhất
- Nhạc phim hay nhất

### Các phim đoạt nhiều giải
- 5 giải thưởng:
  - Sideways (2004): Phim hay nhất, Nam + Nữ diễn viên phụ xuất sắc nhất, Đạo diễn xuất sắc nhất, Kịch bản hay nhất.
- 4 giải thưởng:
  - There Will Be Blood (2007): Phaim hay nhất, Nam diễn viên chính xuất sắc nhất, Đạo diễn xuất sắc nhất, Thiết kế sản xuất tốt nhất
  - Crouching Tiger, Hidden Dragon (Wo hu cang long) (2000): Phim hay nhất, Quay phim tốt nhất, Nhạc phim hay nhất, Thiết kế sản xuất tốt nhất
  - The Insider (1999): Phim hay nhất, Actor, Nam diễn viên chính + Nam diễn viên phụ xuất sắc nhất, Quay phim tốt nhất
  - L.A. Confidential (1997): Phim hay nhất, Đạo diễn xuất sắc nhất, Quay phim tốt nhất, Kịch bản hay nhất
- 3 giải thưởng:
  - Capote (2005): Nam diễn viên chính + Nữ diễn viên phụ xuất sắc nhất, Kịch bản hay nhất (đồng hạng)
  - About Schmidt (2002): Phim hay nhất, Nam diễn viên chính xuất sắc nhất (đồng hạng), Kịch bản hay nhất
  - Far from Heaven (2002): Nữ diễn viên chính xuất sắc nhất, Quay phim tốt nhất, Nhạc phim hay nhất
  - Brazil (1985): Phim hay nhất, Đạo diễn xuất sắc nhất, Kịch bản hay nhất
- 2 giải thưởng:
  - Happy-Go-Lucky (2008): Nữ diễn viên chính xuất sắc nhất, Kịch bản hay nhất
  - Slumdog Millionaire (2008): Đạo diễn xuất sắc nhất, Nhạc phim hay nhất
  - Still Life (Sanxia haoren) (2008): Phim ngoại ngữ hay nhất, Quay phim tốt nhất
  - Brokeback Mountain (2005): Phim hay nhất, Đạo diễn xuất sắc nhất
  - The Incredibles (2004): Phim hoạt hình + Nhạc phim hay nhất
  - American Splendor (2003): Phim + Kịch bản hay nhất
  - The Lord of the Rings: The Return of the King (2003): Đạo diễn xuất sắc nhất, Thiết kế sản xuất tốt nhất
  - Gangs of New York (2002): Nam diễn viên chính xuất sắc nhất (đồng hạng), Thiết kế sản xuất tốt nhất
  - In the Bedroom (2001): Phim hay nhất, Nữ diễn viên chính xuất sắc nhất
  - Iris (2001): Nam + Nữ diễn viên phụ xuất sắc nhất